# Milton Tavares de Souza
Milton Tavares de Souza (Niterói, 17 de fevereiro de 1917 — São Paulo, 21 de junho de 1981) foi um General de Exército brasileiro.

## Carreira Militar
Nos anos 1930, opôs-se ao Levante Comunista de 1935, promovido pela Aliança Nacional Libertadora. Durante a II Guerra Mundial, foi combatente da Força Expedicionária Brasileira (FEB), tendo recebido a Cruz de Combate de Primeira Classe e a Medalha Sangue do Brasil, por ter sido ferido em batalha.
Promovido a general-de-brigada em novembro de 1969, no início do governo do general Emílio Médici, assumiu em seguida a chefia do Centro de Informações do Exército (CIEx), cargo que acumulou a partir de 1970 com o de oficial-de-gabinete do ministro do Exército, na época o general Orlando Geisel. Ainda em 1969 foi criada a Operação Bandeirante (Oban), que se notabilizou pela  prática de tortura e eliminação física de prisioneiros políticos e seria usada como modelo para a organização dos DOI-CODI em todo o Brasil, que também se utilizaram de métodos semelhantes aos da Oban. O sistema DOI-CODI, criado em 1970, ficaria subordinado à chefia CIEx, exercida então pelo general Milton, que, posteriormente, defenderia a  eliminação física dos adversários do regime..
Milton Tavares também dirigiu a  Operação Marajoara, desencadeada a partir de outubro de 1973 e voltada à preparação do  emprego  maciço de tropas do Exército, no combate à guerrilha do Araguaia, o que resultou em pelo menos 49 guerrilheiros desaparecidos. 
Entre 31 de agosto de 1979 e 21 de junho de 1981, comandou o II Exército, em São Paulo.
Em abril de 1980, comandou as operações policiais de repressão à greve dos metalúrgicos do ABC paulista que resultaram na prisão dos dirigentes sindicais envolvidos no episódio.
Em 1981, foi acusado pelo deputado federal Genival Tourinho, do PDT de Minas Gerais,  de estar envolvido com uma série de atentados terroristas de direita, desencadeados a partir de janeiro daquele ano ("Operação Cristal") e cujo objetivo seria desestabilizar o regime e deter o projeto de abertura política. Por apresentar uma acusação sem provas, no entanto, Genival Tourinho foi enquadrado na Lei de Segurança Nacional. O Supremo Tribunal Federal o condenou a cinco meses de prisão, com direito a terminar o mandato, mas tornando-o inelegível nas eleições de 1982.
Por seu envolvimento em ações de combate e repressão a forças oposicionistas ao Regime Militar, resultando em diversas mortes e desaparecimentos, o general Tavares de Souza recebeu a infame alcunha de “Caveirinha”.
Milton Tavares faleceu em 21 de junho 1981, na Capital Paulista. Era casado com Zilmar Guimarães de Sousa. O casal tinha três filhos. No ano de sua morte, o trecho da rodovia SP-332 que vai de Campinas a Conchal recebeu seu nome através do Decreto estadual 17.328/1981.  A denominação foi removida, quase três décadas depois, pela Lei estadual 14.115/2010